# Blade Runner 2049
Pour les articles homonymes, voir Blade Runner.
Série Blade Runner
Blade Runner
(1982)
Pour plus de détails, voir Fiche technique et Distribution.
Blade Runner 2049 est un film de science-fiction américain réalisé par Denis Villeneuve et sorti en 2017. Il fait suite au film Blade Runner, réalisé par Ridley Scott (producteur de cette suite), sorti en 1982 et adapté du roman Les androïdes rêvent-ils de moutons électriques ? de Philip K. Dick.
L'histoire de Blade Runner 2049 se situe trente ans après les aventures de Rick Deckard et raconte les aventures d'un « blade runner » (policier chargé de traquer les réplicants, des androïdes créés à l'image de l'Homme).

## Synopsis
En 2049, des humanoïdes issus du génie biologique, appelés réplicants, ont été intégrés dans la société pour assurer la survie de l'humanité. K, l'un des plus récents modèles conçus pour obéir, travaille comme blade runner au LAPD. Son travail consiste surtout à pourchasser et éliminer les anciens modèles délinquants. Il mène une vie monotone où son seul plaisir est la compagnie de sa « petite amie » holographique, Joi.
Dans une ferme, il élimine un ancien modèle et découvre par hasard une boîte enterrée au pied d'un arbre. K se rend au quartier général du LAPD, où il subit avec succès comme à chaque retour de mission un test validant ses caractéristiques de réplicant. L'analyse médico-légale révèle que le contenu de la boite sont les restes (os et cheveux) d'une réplicante morte à la suite des complications d'une césarienne pratiquée dans l'urgence. Sa supérieure, le lieutenant Joshi, lui ordonne de détruire toute trace pouvant révéler cette découverte (une réplicante pouvant être enceinte), y compris de supprimer l'enfant né de la césarienne. Joshi redoute que cette information puisse mener à une guerre entre les humains et les réplicants se sachant dotés d'une certaine autonomie par leur capacité à se reproduire.
K, troublé par cet ordre, se rend au siège de la société Wallace, dirigée par Niander Wallace et qui fabrique entre autres les réplicants actuels. Un employé des archives identifie les cheveux apportés par K comme ceux de Rachel, un prototype de réplicant ayant vécu 30 ans plus tôt. Elle avait été conçue par la Tyrell Corporation, société qui fit faillite à la suite de l'assassinat de son dirigeant, et dont les activités avaient été ensuite reprises par la société Wallace. K apprend également que Rachel et un ancien blade runner dénommé Rick Deckard, eurent une liaison amoureuse.
Croyant que la reproduction entre réplicants peut augmenter la productivité de sa société, Niander Wallace ordonne à Luv, un réplicant doté de facultés de combat supérieures, de récupérer les restes de Rachel au LAPD et de suivre K dans son enquête dans le but de s'emparer avant lui de l'enfant. Wallace espère utiliser cet enfant pour mettre au point la reproduction des réplicants et étendre ses opérations dans les colonies spatiales.
De retour à la ferme, K découvre en fouillant l'inscription d'une date cachée : 6.10.21. La découverte fait surgir aussitôt en lui la réminiscence de lui enfant, traqué dans une fonderie par d'autres enfants et qui cache soigneusement son petit cheval de bois. Il se souvient aussi que la date 6.10.21 est gravée sous le pied du cheval de bois. Pendant ce temps, Luv vole les restes de la réplicante à l'institut médico-légal.
K consulte les archives d'ADN et a la surprise de trouver pour la date 10 juin 21, deux personnes ayant exactement le même ADN mais étant pourtant de sexes différents. K commence à se demander s'il est réellement un réplicant ou plutôt le garçon de cette paire, la fille étant notée comme décédée d'après les archives.
K poursuit son enquête en se rendant à l'orphelinat qui avait recueilli la paire d'enfants ayant le même ADN. Lorsqu'il survole l'immense décharge de San Diego où s'accumulent des montagnes de déchets provenant de Los Angeles, il est attaqué par des déchétariens et des pilleurs. Pour le sauver, Luv qui le suit à distance ordonne un bombardement sur la zone. K, sonné et ignorant tout de l'origine du bombardement salvateur, se rend ensuite à l'orphelinat où les orphelins sont exploités illégalement à trier des déchets électroniques. Dans les ruines de l'ancienne fonderie attenante à l'orphelinat, K retrouve ensuite le petit cheval de bois là où il se rappelle l'avoir laissé. Cela le laisse croire que ses réminiscences sont authentiques, alors que les souvenirs des réplicants sont implantés et donc par nature faux. Pendant qu'il consulte les registres d'arrivées à l'orphelinat, il constate qu'il y a une année manquante, correspondant à celle de la date inscrite sur le cheval de bois retrouvé, ce qui le conforte dans l'idée qu'il serait en fait le fils de Rachel.
Pour avoir confirmation de l'éventuelle authenticité de ses souvenirs, K se rend ensuite chez la Dre Ana Stelline, une éditrice de rêves qui vit dans une bulle stérile. Elle lui rappelle qu'il est illégal d'implanter des mémoires véritables chez les réplicants, mais identifie le souvenir de K comme réel. Cela amène K à conclure qu'il pourrait bien être le fils de Rachel, correspondant au garçon survivant vu dans les archives d'ADN et qui aurait ensuite grandi dans l'orphelinat précédemment visité.
De retour au quartier général du LAPD, touché par ce qu'il a découvert, il échoue au test de validation et est donc suspendu par Joshi. K justifie son échec au test par la réussite de sa mission : l'enfant est mort. Joshi, sachant que K sera pourchassé, lui donne 48 heures pour disparaître avant qu'elle ne le déclare déviant.
K, impassible, fait analyser le petit cheval de bois. Il apprend que l'objet révèle un schéma de radiations qui ne se trouve que dans les ruines de Las Vegas. K se rend sur place et retrouve Deckard, qui vit reclus dans un casino à l'abandon et piégé par ses soins. L'ancien blade runner révèle qu'il a modifié les registres de naissance pour brouiller les pistes et a laissé Rachel enceinte auprès de réplicants marrons, sachant qu'elle y serait en sécurité. De son côté, Luv entre dans le bureau de Joshi, la tue puis consulte son ordinateur pour trouver la position de K. Elle se rend alors à Las Vegas, où elle s'empare de Deckard avec des hommes de main, laissant K pour mort sur place, avant de se rendre avec son prisonnier au siège de la société Wallace.
Sauvé par des réplicants marrons formant une résistance secrète, K apprend de leur chef Freysa, un réplicant borgne, qu'elle avait aidé Rachel à donner naissance à un bébé de sexe féminin. K déduit donc qu'il ne peut être cet enfant et qu'il avait été sur une fausse piste. Sachant que Ana Stelline avait confirmé l'authenticité de son souvenir, et que comme elle l'avait affirmé, elle se sert de ses propres souvenirs pour concevoir ceux qu'elle édite pour les réplicants comme tout artiste mettrait un peu de soi dans son œuvre, K conclut que son souvenir récurrent est en fait le sien : elle est la fille miraculeuse de Deckard et Rachel. Freysa insiste auprès de K pour qu'il empêche à tout prix Wallace de découvrir le secret de la reproduction chez les réplicants, quitte à devoir tuer Deckard.
Dans son siège social, Wallace déclare à Deckard que Tyrell avait créé artificiellement les sentiments de Rachel et arrangé le coup de foudre entre Rachel et Deckard dans le but de vérifier si un réplicant féminin pouvait porter un enfant. Même s'il lui présente un clone quasi-semblable de Rachel, Deckard refuse de coopérer avec Wallace. Sur ordre de ce dernier, Luv emmène ensuite Deckard vers l'une des stations spatiales où elle aura tout loisir de le torturer pour obtenir des informations. Mais K intervient et abat les vaisseaux d'escorte, puis tue Luv au terme d'un long combat. Par la suite, il fait croire à la mort de Deckard pour le protéger à la fois de Wallace et des réplicants, puis le conduit voir Ana Stelline. Avant que Deckard n'entre dans le bâtiment pour rencontrer sa fille, K se plaint que ses meilleurs souvenirs appartiennent à Stelline. Grièvement blessé après son combat contre Luv, il s'étend sur les marches à l'entrée et meurt paisiblement tout en regardant la neige tomber. À l'intérieur du bâtiment, Deckard, muet, échange un regard avec sa fille.

### Préquelles
Le scénario de 2049 fait référence à des événements, comme le Blackout, ou des personnages comme Wallace, développés dans des préquelles comme Blade Runner Black Out 2022, 2036: Nexus Dawn et 2048: Nowhere to Run.

## Fiche technique
Sauf indication contraire, les informations mentionnées dans cette section peuvent être confirmées par la base de données cinématographiques IMDb,  présente dans la section « Liens externes ».
- Titre original, français : Blade Runner 2049
- Réalisation : Denis Villeneuve
- Scénario : Hampton Fancher et Michael Green, sur une idée d'Hampton Fancher et de Ridley Scott, d'après les personnages créés par Philip K. Dick
- Musique : Benjamin Wallfisch et Hans Zimmer
- Décors : Dennis Gassner
- Costumes : Renée April
- Photographie : Roger Deakins
- Montage : Joe Walker
- Production : Andrew Kosove, Broderick Johnson, Ridley Scott, Bud Yorkin et Cynthia Sikes Yorkin
- Sociétés de production : Alcon Entertainment, Columbia Pictures, Scott Free Productions, 16:14 Entertainment, Thunderbird Films et Torridon Films
- Sociétés de distribution : Warner Bros. (États-Unis) ; Sony Pictures Releasing France (France)
- Budget : 150 000 000 $[1]
- Pays de production :  États-Unis
- Langue originale : anglais
- Genre : Science-fiction, néo-noir, action, thriller
- Durée : 163 minutes[2]
- Dates de sortie[3] :
  - États-Unis : 3 octobre 2017 (première à Los Angeles) ; 6 octobre 2017 (sortie nationale)
  - Belgique, France et Suisse : 4 octobre 2017
  - Canada : 6 octobre 2017

## Distribution
- Ryan Gosling (VF : Alexis Victor ; VQ : Frédéric Paquet) : officier KD6-3.7 du LAPD / Joe
- Harrison Ford (VF : Richard Darbois ; VQ : Mario Desmarais) : Rick Deckard
- Ana de Armas (VF : Juliette Allain ; VQ : Kim Jalabert) : Joi
- Sylvia Hoeks (VF : Audrey Sourdive ; VQ : Laurence Dauphinais) : Luv
- Robin Wright (VF : Juliette Degenne ; VQ : Anne Dorval) : lieutenant Joshi
- Mackenzie Davis (VF : Claire Morin ; VQ : Mylène Mackay) : Mariette
- Carla Juri (VF : Delphine Rivière ; VQ : Rachel Graton) : Dr Ana Stelline
- Lennie James (VF : Mohad Sanou ; VQ : Patrick Chouinard) : M. Cotton
- David Bautista (VF : Jean-Alain Velardo ; VQ : Sylvain Hétu) : Sapper Morton
- Jared Leto (VF : Vincent Heden ; VQ : Benoit Éthier) : Niander Wallace, un fabricant de réplicants
- Mark Arnold (en) (VF : Nicolas Marié) : le robot interrogateur
- David Dastmalchian (VF : Sébastien Desjours ; VQ : Alexis Lefebvre) : Coco
- Barkhad Abdi : Doc Badger
- Hiam Abbass (VF : Gabriella Bonavera ; VQ : Hélène Mondoux) : Freysa
- Wood Harris (VF : Daniel Lobé ; VQ : Marc-André Bélanger) : Nandez
- Edward James Olmos (VF : José Luccioni ; VQ : Benoit Rousseau) : Gaff
- Tómas Lemarquis (VF : Antoine Schoumsky) : l'employé de Luv
- Sallie Harmsen : le « réplicant » féminin
- Krista Kosonen : une prostituée
- Elarica Johnson : une prostituée
- Loren Peta (Sean Young) (VF : Julia Boutteville) : Rachael (archives / capture de mouvement / CGI)

 Source et légende : version française (VF) sur RS Doublage
 Source et légende : version québécoise (VQ) sur Doublage.qc.ca

## Production

### Genèse et développement
Le projet d'une suite de Blade Runner débute en 1999. Stuart Hazeldine écrit un script intitulé Blade Runner Down et fondé sur le roman Blade Runner 2: The Edge of Human de K. W. Jeter, un ami de Philip K. Dick. Ridley Scott, réalisateur du premier film, développe lui aussi un projet de suite, provisoirement nommée Metropolis,. Le scénariste Travis Wright travaille alors avec le producteur Bud Yorkin pendant plusieurs années. Le scénariste John Glenn, qui quitte le projet en 2008, révèle que le script explore la nature du monde en dehors des colonies et le sort de Tyrell Corporation après la mort de son fondateur.
En 2009, The New York Times révèle que Ridley Scott et son frère Tony envisagent une préquelle de Blade Runner qui se déroulerait en 2019. Le projet Purefold est ensuite envisagé comme une série de courts métrages de 5–10 minutes. En février 2010, la production de Purefold cesse en raison de problèmes de financement. En mars 2011, il est révélé que Bud Yorkin monte un nouveau film Blade Runner. Le réalisateur Christopher Nolan est alors présenté comme le premier choix pour mettre en scène le film.
En août 2011, Ridley Scott rejoint le projet et un début de tournage est évoqué pour 2013. Le producteur Andrew Kosove (cofondateur d'Alcon Entertainment) explique que la participation de Harrison Ford est peu probable,. Ridley Scott indique ensuite que le film sera une suite, même si les acteurs du premier film ne sont pas présents. En octobre 2012, il répond en entretien que le projet se concrétise et ne ferme pas la porte à un retour de Ford.
Dans Variety en novembre 2014, Ridley Scott confirme son implication dans le projet, mais seulement comme producteur. Il révèle que le tournage aura lieu en 2014 ou 2015 et que le personnage de Harrison Ford n'apparaitra que dans le troisième acte du film. En février 2015, la suite est officiellement confirmée et Denis Villeneuve est choisi comme réalisateur. Ford est confirmé dans le rôle de Deckard, alors que le coscénariste du premier, Hampton Fancher, rejoint lui aussi le projet. Le film doit alors entrer en production à l'été 2016.
En mai 2015, l'oscarisé Roger Deakins rejoint le film comme directeur de la photographie. Villeneuve et lui ont déjà travaillé ensemble sur Prisoners (2013) et Sicario (2015). Il est annoncé que le tournage doit débuter en juillet 2016 et que Warner Bros. distribuera le film sur le sol américain alors que Sony Pictures Entertainment se chargera de la distribution internationale. Le titre du film, Blade Runner 2049, est révélé en octobre 2016. Il correspond à la date de l'histoire du film, qui se déroule donc 30 ans après celle du premier film.

### Attribution des rôles

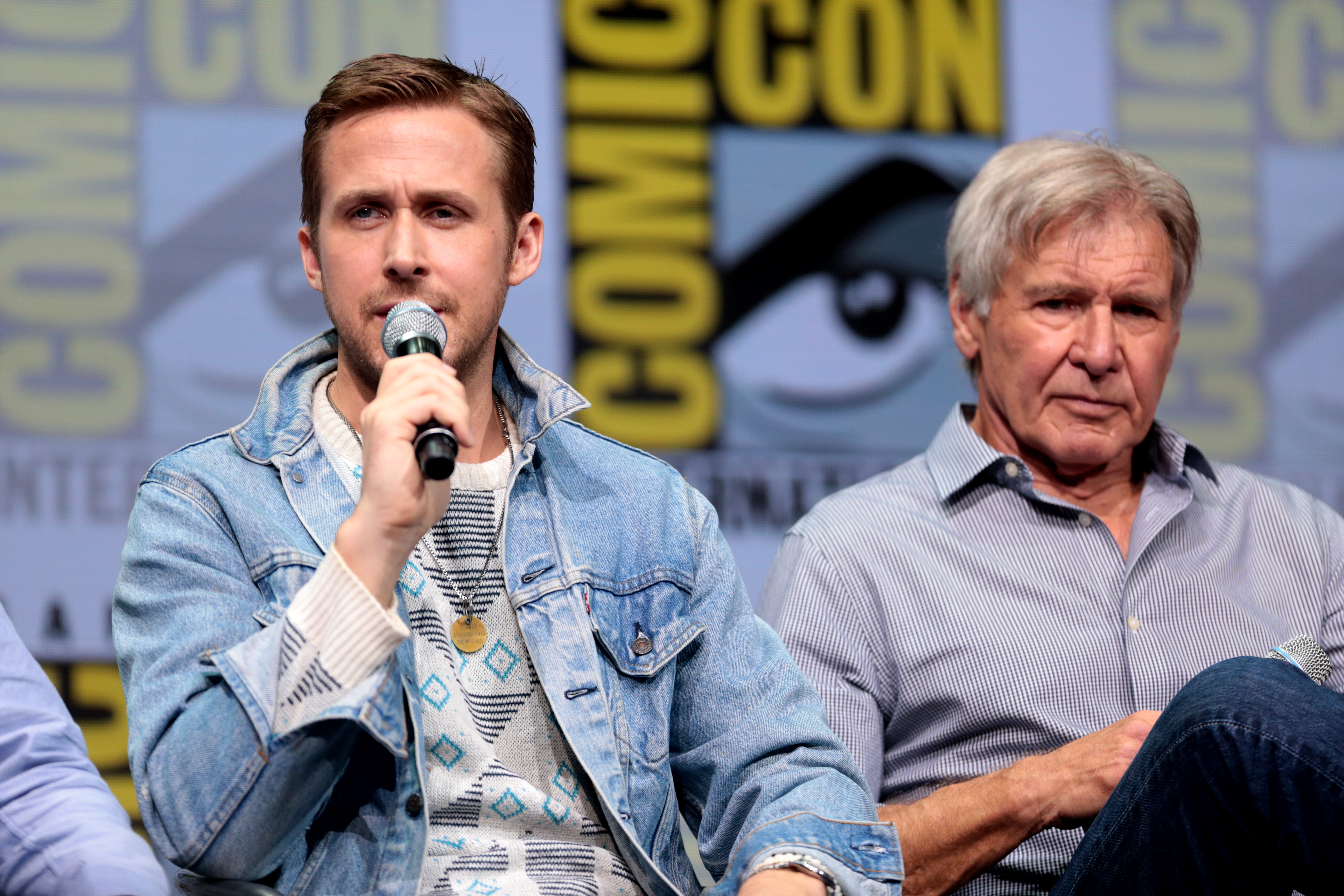
Ryan Gosling et Harrison Ford au Comic-Con 2017.

En avril 2015, Ryan Gosling est en négociations pour rejoindre la distribution. Il est confirmé en novembre 2015 et explique sa décision par la présence de Denis Villeneuve et Roger Deakins sur le projet.
En mars 2016, Robin Wright est en négociations finales pour rejoindre le film. En avril 2016, David Bautista poste une photo de lui avec une licorne en origami, révélant ainsi sa présence dans le film.
Ana de Armas et Sylvia Hoeks rejoignent ensuite la distribution,. Carla Juri est confirmée en mai 2016.
En mars 2017, Edward James Olmos annonce qu'il reprendra son rôle de Gaff, le policier amateur d'origamis qui secondait Rick Deckard dans sa traque des réplicants dans le film de Ridley Scott.
En septembre 2017, Denis Villeneuve révèle que le rôle de Neander Wallace, finalement attribué à Jared Leto, avait initialement été prévu pour David Bowie. Le réalisateur déclare ainsi « Notre premier choix était David Bowie, qui a eu une telle influence sur Blade Runner. Quand nous avons appris la triste nouvelle, nous nous sommes mis en quête d'un acteur similaire ». L'acteur-chanteur est décédé en janvier 2016.
Dans une interview pour The Daily Beast en 2021, Sean Young indique avoir eu des relations difficiles avec Ridley Scott lors du tournage du premier film, et avoir signé un contrat de non-divulgation pour l'apparition sous forme d'hologramme de son personnage dans Blade Runner 2049 : « Je n'ai rien pu faire. Ils savaient que le public serait frustré si je n’apparaissais pas, mais ils ne voulaient pas que je râle publiquement à ce sujet. Donc ils m'ont donné de l'argent, m'ont fait signer un contrat de non-divulgation et ont offert 30 secondes à mon personnage. Ils ont même donné un job à mon fils Quinn dans les effets visuels, et je leur ai dit que tout était pardonné »,.

### Tournage
Le tournage débute le 6 juillet 2016 à Budapest et s'achève le 20 novembre 2016. Il est marqué par le décès accidentel d'un technicien, à la suite de l'effondrement d'une plateforme le 25 août 2016 dans les studios Origo en Hongrie.

### Musique
Initialement, Jóhann Jóhannsson est annoncé comme compositeur. Il est ensuite rejoint par Hans Zimmer et Benjamin Wallfisch. Finalement, en septembre 2017, il est révélé que Jóhann Jóhannsson quitte le projet pour des raisons inconnues, qu'il n'a contractuellement pas le droit de divulguer.
Flying Lotus, dont la musique est utilisée dans le court-métrage Black Out 2022, sera également présent dans la bande originale de Blade Runner 2049.
| No  | Titre                                                        | Durée |
| --- | ------------------------------------------------------------ | ----- |
| 1.  | 2049                                                         | 3:37  |
| 2.  | Sapper's Tree                                                | 1:36  |
| 3.  | Flight to LAPD                                               | 1:47  |
| 4.  | Summer Wind (Frank Sinatra)                                  | 2:54  |
| 5.  | Rain                                                         | 2:26  |
| 6.  | Wallace                                                      | 5:23  |
| 7.  | Memory                                                       | 2:32  |
| 8.  | Mesa                                                         | 3:10  |
| 9.  | Orphanage                                                    | 1:13  |
| 10. | Furnace                                                      | 3:41  |
| 11. | Someone Lived This                                           | 3:13  |
| 12. | Joi                                                          | 3:51  |
| 13. | Pilot                                                        | 2:17  |
| 14. | Suspicious Minds (Elvis Presley)                             | 4:22  |
| 15. | Can't Help Falling in Love (Elvis Presley & The Jordanaires) | 3:02  |
| 16. | One for My Baby (and One More for the Road) (Frank Sinatra)  | 4:24  |
| 17. | Hijack                                                       | 5:32  |
| 18. | That's Why We Believe                                        | 3:36  |
| 19. | Her Eyes Were Green                                          | 6:17  |
| 20. | Sea Wall                                                     | 9:52  |
| 21. | All the Best Memories Are Hers                               | 3:22  |
| 22. | Tears In the Rain (Vangelis)                                 | 2:10  |
| 23. | Blade Runner                                                 | 10:05 |
| 24. | Almost Human (Lauren Daigle)                                 | 3:22  |

### Piano et atmosphère apocalyptique

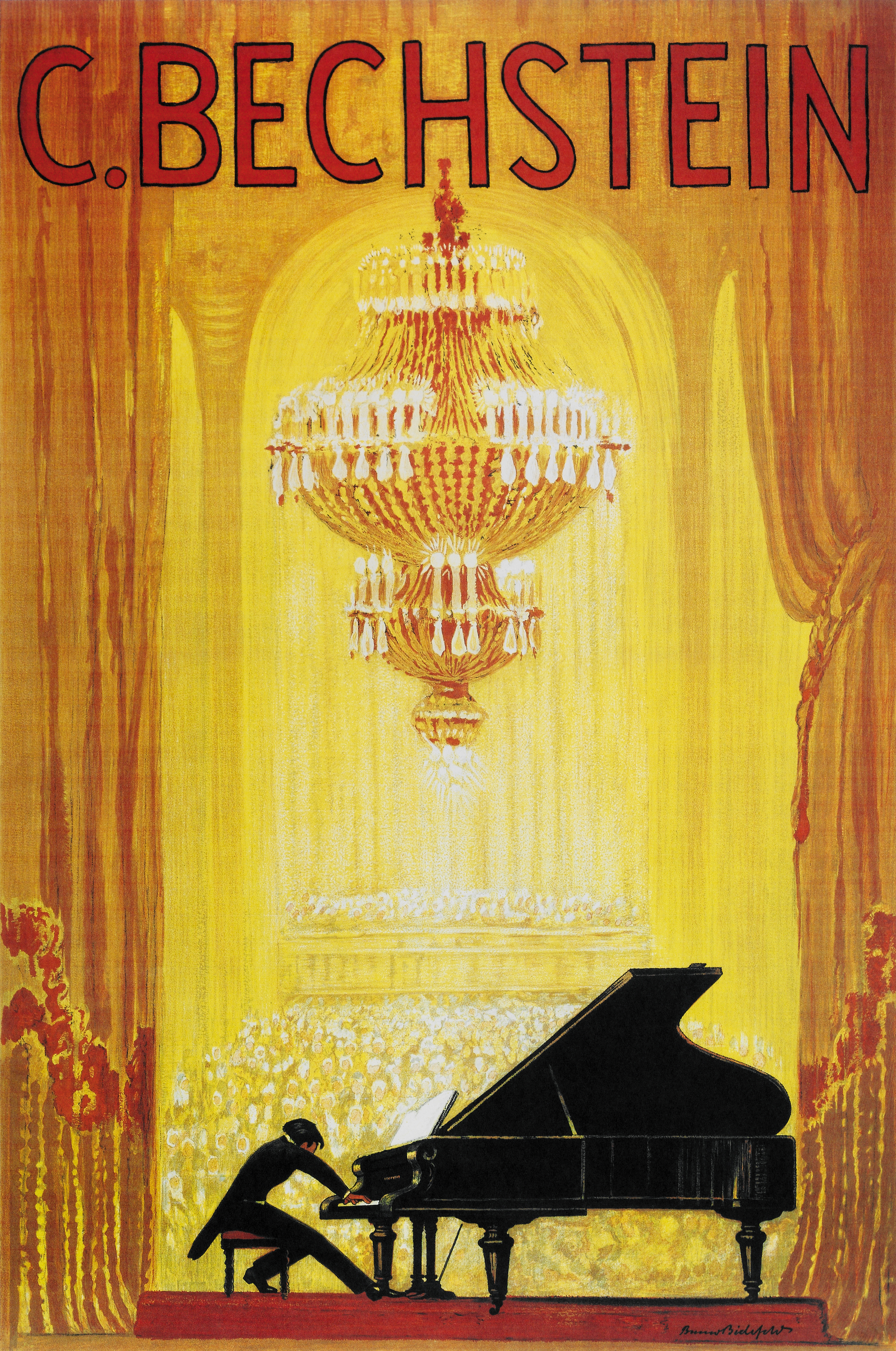
Affiche publicitaire Bechstein des années 1920.

Tempête de sable en Australie de 2009
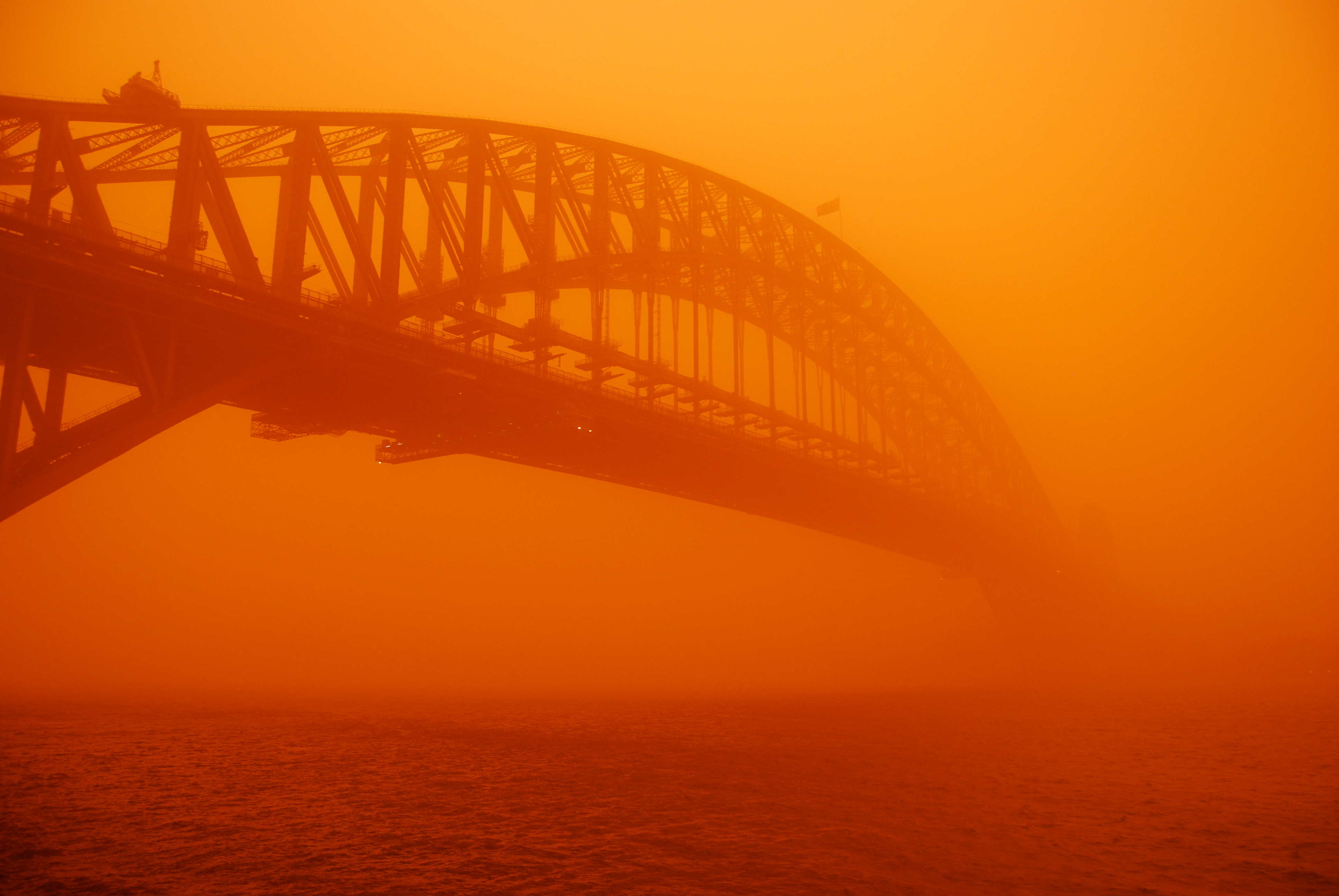
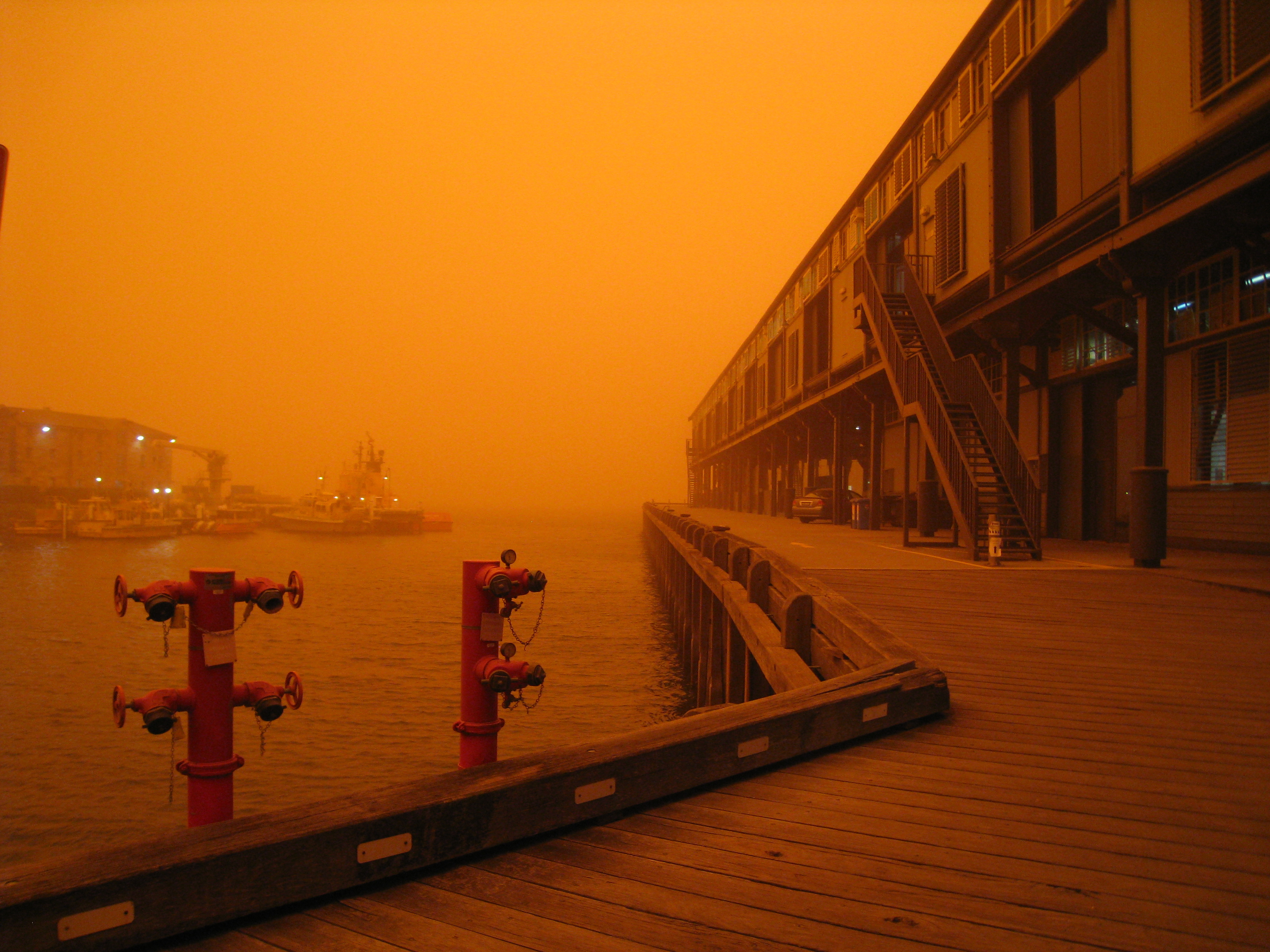
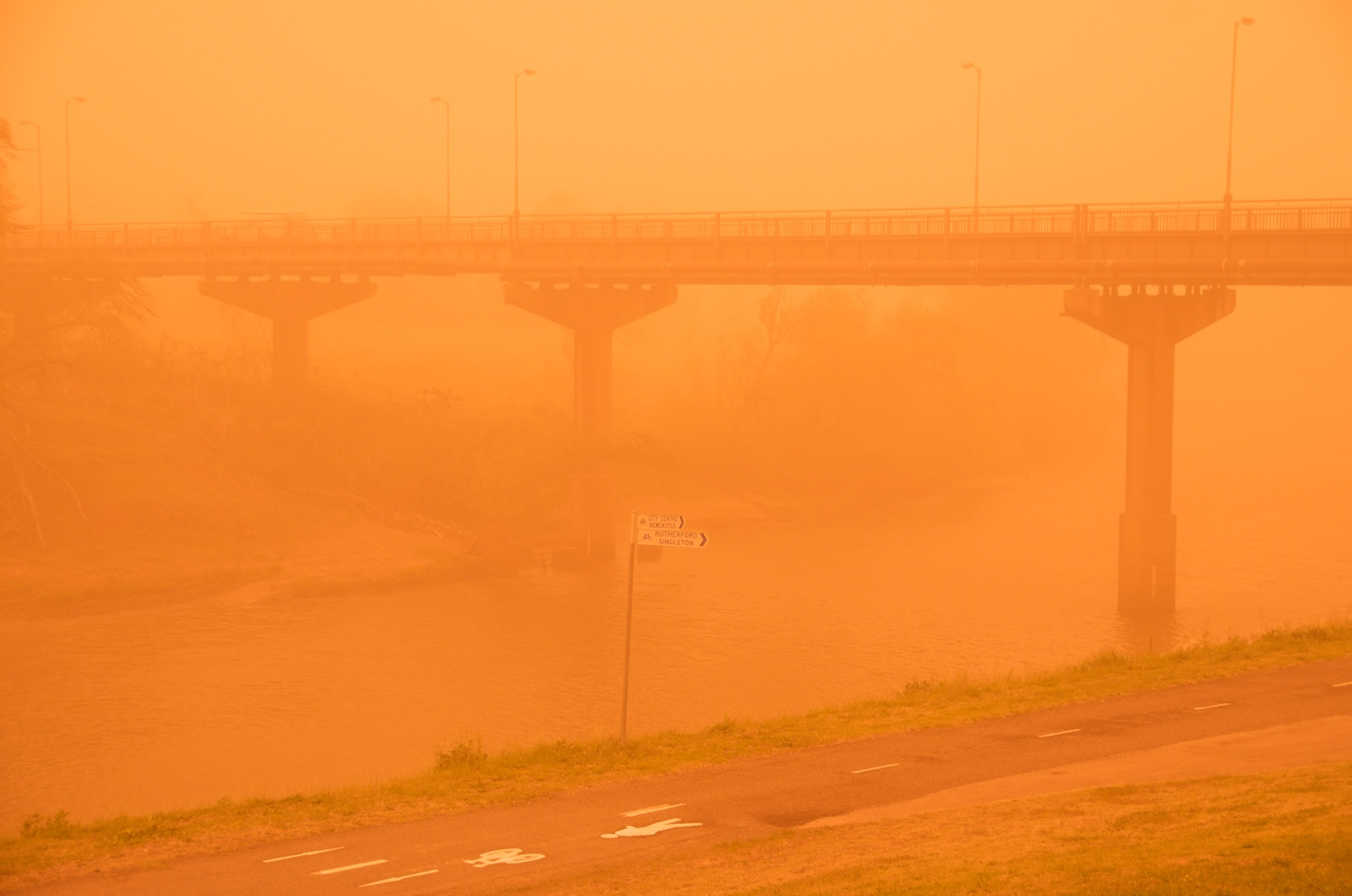

## Sortie

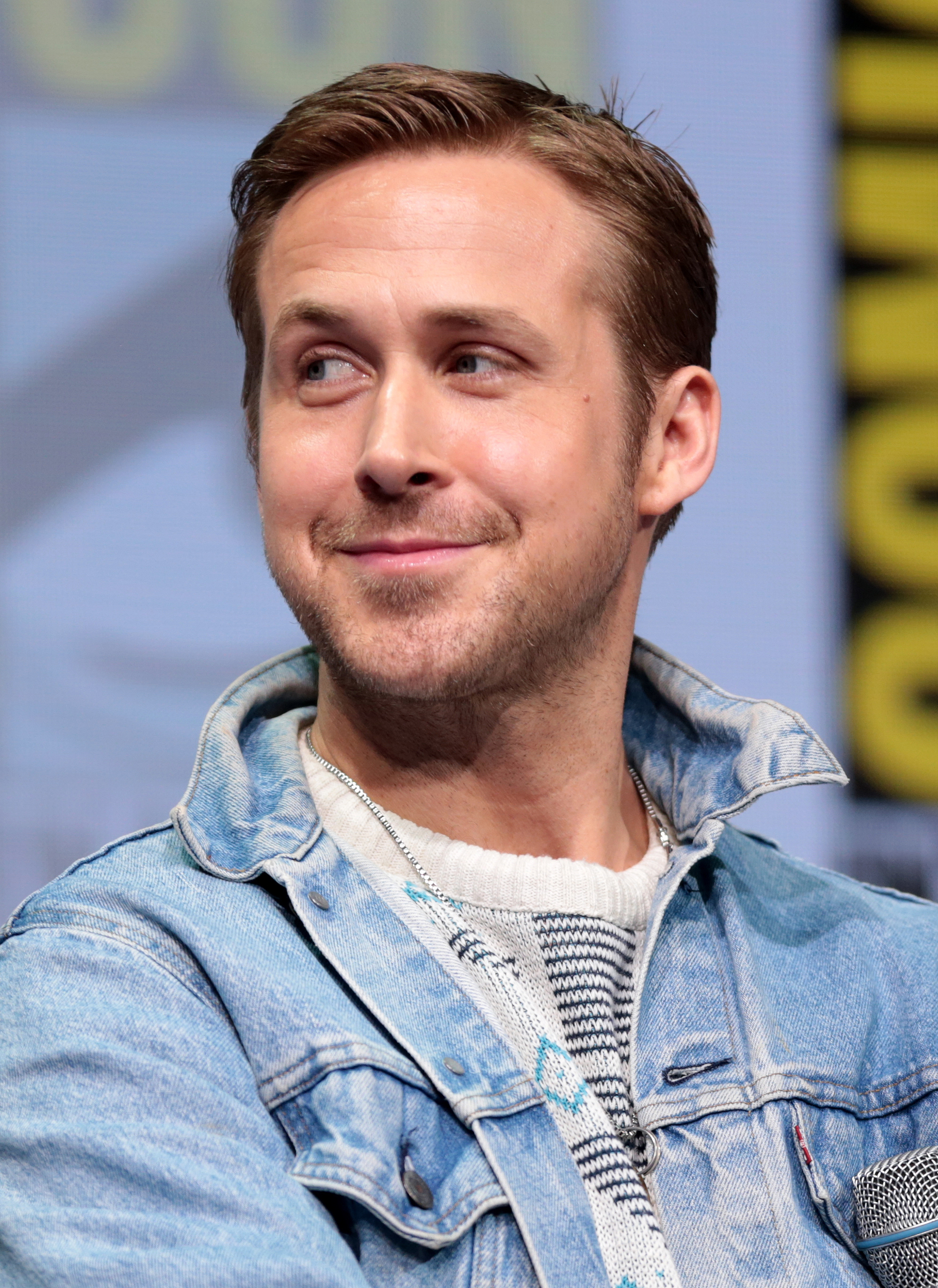
Ryan Gosling lors de la présentation du film Blade Runner 2049 à la San Diego Comic-Con en 2017, quelques mois avant la sortie du film